# Connellit
Connellit ist ein eher selten vorkommendes Mineral aus der Mineralklasse der „Halogenide“ mit der chemischen Zusammensetzung Cu36(SO4)(OH)62Cl8·6H2O und damit chemisch gesehen ein Kupfer-Hydroxychlorid mit zusätzlichen Sulfationen.
Connellit kristallisiert im hexagonalen Kristallsystem und entwickelt meist dichte Gruppen feinfaseriger bis nadeliger, radialstrahliger Kristall-Büschel von wenigen Millimetern Größe. Diese sind üblicherweise nach der c-Achse [0001] gestreckt und gestreift. Auch massige Aggregate und krustige Überzüge von Connellit sind bekannt. Die meist durchscheinenden Kristalle sind von blauer bis blaugrüner Farbe mit einem glasähnlichen Glanz auf den Oberflächen.
Connellit bildet eine Mischreihe mit Buttgenbachit.

## Etymologie und Geschichte
Entdeckt wurde Connellit zuerst in der englischen Grafschaft Cornwall. Die Erstbeschreibung erfolgte 1847 durch den schottischen Chemiker Arthur Connell (1794–1863) unter der Bezeichnung sulphato-chloride of copper, der weder einen genaueren Fundort angeben konnte noch einen individuellen Namen für das Mineral vorschlug. Aufgrund der Kleinheit der Kristalle ließen sich auch keine physikalischen Eigenschaften wie Mohshärte, Dichte oder Spaltbarkeit beziehungsweise Bruchverhalten ermitteln.
1850 bezeichnete James Dwight Dana das Mineral nach dessen Erstbeschreiber als Connellit.
Als genaue Typlokalität von Connellit gilt die Kupfergrube „Wheal Providence“ bei Carbis Bay des zur Grafschaft Cornwall gehörenden Ortschaft St Ives in England.
Da der Connellit bereits lange vor der Gründung der International Mineralogical Association (IMA) bekannt und als eigenständige Mineralart anerkannt war, wurde dies von ihrer Commission on New Minerals, Nomenclature and Classification (CNMNC) übernommen und bezeichnet den Connellit als sogenanntes „grandfathered“ (G) Mineral. Die seit 2021 ebenfalls von der IMA/CNMNC anerkannte Kurzbezeichnung (auch Mineral-Symbol) von Connellit lautet „Cnl“.

## Klassifikation
Bereits in der veralteten 8. Auflage der Mineralsystematik nach Strunz gehörte der Connellit zur Mineralklasse der „Halogenide“ und dort zur Abteilung „Oxidhalogenide“, wo er gemeinsam mit Buttgenbachit und Zirklerit in der „Buttgenbachit-Connellit-Reihe“ mit der Systemnummer III/C.02 steht.
In der zuletzt 2018 überarbeiteten Lapis-Systematik nach Stefan Weiß, die formal auf der alten Systematik von Karl Hugo Strunz in der 8. Auflage basiert, erhielt das Mineral die System- und Mineralnummer III/D.03-040. Dies entspricht ebenfalls der Abteilung „Oxihalogenide“, wo Connellit zusammen mit Ammineit, Barlowit, Buttgenbachit, Claringbullit, Gordait, Khaidarkanit, Simonkolleit und Thérèsemagnanit eine unbenannte Gruppe mit der Systemnummer III/D.03 bildet.
Die von der International Mineralogical Association (IMA) zuletzt 2009 aktualisierte 9. Auflage der Strunz’schen Mineralsystematik ordnet den Connellit in die erweiterte Abteilung der „Oxihalogenide, Hydroxyhalogenide und verwandte Doppel-Halogenide“ ein. Diese ist weiter unterteilt nach den in der Verbindung vorherrschenden Metallen, so dass das Mineral entsprechend seiner Zusammensetzung in der Unterabteilung „Mit Cu usw., ohne Pb“ zu finden ist, wo es zusammen mit Buttgenbachit die „Buttgenbachit-Connellit-Gruppe“ mit der Systemnummer 3.DA.25 bildet.
In der vorwiegend im englischen Sprachraum gebräuchlichen Systematik der Minerale nach Dana hat Connellit die System- und Mineralnummer 31.01.01.01. Das entspricht der Klasse der „Sulfate, Chromate und Molybdate“ und dort der Abteilung „Wasserhaltige Sulfate mit Hydroxyl oder Halogen“. Hier findet er sich innerhalb der Unterabteilung „Wasserhaltige Sulfate mit Hydroxyl oder Halogen und (A+B2+)m(XO4)pZq × x(H2O), mit m : p > 6 : 1“ als einziges Mitglied in einer unbenannten Gruppe mit der Systemnummer 31.01.01.

## Kristallstruktur
Connellit kristallisiert in der hexagonalen Raumgruppe P63/mmc (Raumgruppen-Nr. 194) mit den Gitterparametern a = 15,7866 Å und c = 9,1015 Å sowie einer Formeleinheit pro Elementarzelle.

## Bildung und Fundorte

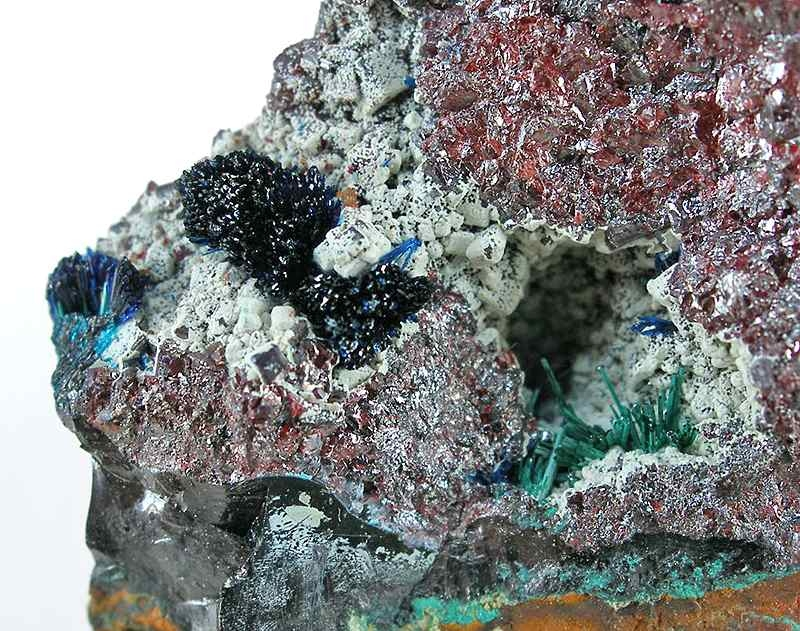
Kleine Connellit-Kristallbüschel auf Cuprit

Connellit bildet sich als Sekundärmineral in der Oxidationszone von Kupfer-Lagerstätten. Dort ist es meistens vergesellschaftet mit Atacamit, Azurit, Botallackit, Cuprit, Langit, Malachit und Spangolith.
Als relativ seltene Mineralbildung kann Connellit an verschiedenen Orten zum Teil zwar reichlich vorhanden sein, insgesamt ist er allerdings wenig verbreitet. Weltweit sind bisher rund 350 Fundorte für Connellit dokumentiert (Stand 2024), so unter anderem in Algerien, Argentinien, Australien, Belgien, Bolivien, Chile, Deutschland, Frankreich, Griechenland, Grönland, Irland, Italien, Japan, der Demokratischen Republik Kongo, Marokko, Namibia, Neuseeland, Österreich, Portugal, Spanien, Südafrika, Tschechien, Ungarn, Usbekistan, im Vereinigten Königreich (Großbritannien) sowie in den Vereinigten Staaten (USA).